# تیمبر هیلز (پنسیلوانیا)
تیمبر هیلز (به انگلیسی: Timber Hills) یک منطقهٔ مسکونی در ایالات متحده آمریکا است که در شهرستان لبنان، پنسیلوانیا واقع شده‌است. تیمبر هیلز ۲٫۰ کیلومتر مربع مساحت و ۳۲۹ نفر جمعیت دارد.